# Máel Cobo mac Fiachnai
Máel Cobo mac Fiachnai (mort en 647) est un roi d'Ulaid issu du  Dal Fiatach. Il est le fils de Fiachnae mac Demmáin (mort en 627) et de Cumne Finn une sœur du roi Fiachnae mac Báetáin du Dál nAraidi. Par son père il est le demi-frère Dúnchad mac Fiachnai (mort vers 644), un précédent roi. Il règne de vers 644 à 647.

## Biographie
Le Dal Fiatach reprend le contrôle sur la souveraineté de l'Ulaid après la mort de Congal Cáech lors de la Bataille de Magh Rath en 637 et le conserve jusqu'en 674. Toutefois, la faide familiale est constante parmi les membres de la dynastie à cette époque. Máel Cobo est lui-même tué dès 647 par son neveu Congal Cennfota mac Dúnchada (mort en 674).
Máel Cobo épouse une fille de Dub Dibramma d'une dynastie inconnue qui lui donne
- Brandub

D'une autre ou d'autres épouses il a également:
- Blathmac mac Máele Cobo (mort en 670), roi d'Ulaid
- Óengus ancêtre du Cenel Oengussso de Leth Cathail l'un des sept du  Dal Fiatach, dont son petit-fils Cathal mac Muiredaig est l'ancêtre éponyme.